# Mustii
Thomas Mustin (Brussel·les, 21 de novembre de 1990), conegut pel seu nom artístic Mustii, és un actor i cantant belga que va publicar els àlbums 21st Century Boy i The Darkest Night. És jutge de Drag Race Belgique.
Està preparat per representar Bèlgica al Festival de la Cançó d'Eurovisió 2024 amb la cançó ''Before the party is over''.

## Carrera
Mustin va acabar els seus estudis de teatre a l'Institut des Arts de Diffusion (Louvain-la-Neuve) l'any 2012 i va començar a rodar per a una sèrie de televisió francesa anomenada À tort ou à raison, dirigida per Alain Brunard. També va actuar a l'escenari com Benvolio a Romeu i Julieta, dirigida per Yves Beaunesne. L'obra va obrir notablement el nou Théâtre de Liège.
Després es va embarcar en la posada en escena de l'obra Débris de Dennis Kelly, representada el novembre i desembre de 2014 al Riches-Claires de Brussel·les.
A principis de 2015, va participar en la reactivació de l'espectacle L'Auberge du Cheval-Blanc, dirigit per Dominique Serron al Palais des Beaux-Arts de Charleroi i a la Royal Opera of Wallonia. Després va protagonitzar dues pel·lícules i una sèrie de televisió. A la primera pel·lícula, va interpretar al costat de Romain Duris i Gustave Kervern a la pel·lícula francesa, Odd Job (2016), dirigida per Pascal Chaumeil. A la segona pel·lícula, va protagonitzar al costat de Fabrizio Rongione a Les Survivors, dirigida per Luc Jabon. A la sèrie de televisió The Break (dirigida per Matthieu Donck), interpreta el paper de Kevin. La sèrie va tenir un gran èxit a Bèlgica.
El 2014, Mustin va signar un contracte amb el segell de Kid Noize, Black Gizah Record. El seu primer senzill, "The Golden Age", va ser ràpidament emès a moltes emissores de ràdio belgues a Flandes i Valònia.
El desembre de 2016, va ser nominat sis vegades als D6bels Music Awards en les següents categories: Artista solista masculí, Concert, Artista/Grup Pure FM, Revelation, Vídeo musical i Compositor. Se'n va amb el trofeu a la Revelació de l'Any.
El 2 de febrer de 2019 va rebre el premi Magritte a l'actor més prometedor per la pel·lícula The Royal Exchange. El setembre de 2019, va ser nominat al Prix de la critique en la següent categoria Revelació masculina (Espoir masculin).
El 30 d'agost de 2023, es va anunciar que representarà Bèlgica al Festival de la Cançó d'Eurovisió 2024 a Malmö, Suècia.

## Filmografia

### Llargmetratges
- 2016: Les Survivants de Luc Jabon: Rémy
- 2016: Un petit boulot de Pascal Chaumeil: Mulot
- 2016: Greu de Julia Ducournau: el cap de la unió d'estudiants
- 2016: Good Favour de Rebecca Daly: Frank
- 2017: L'Échange des princesses de Marc Dugain: el duc de Condé
- 2018: Emma Peeters de Nicole Palo: Bob
- 2018: Plein la vue de Philippe Lió: Jordan
- 2018: Play or die de Jacques Kluger: Jablowski
- 2019: Premier de la classe de Stéphane Ben Lahcene: Blondin
- 2022: Vous n'aurez pas ma haine de Kilian Riedhof: Alexandre
- 2023: La Nuit es traîne de Michiel Blanchart

### Curtmetratges
- 2018: Lenny à quatre èpings de Jeremy Puffet: Lenny
- 2023: Beyond the Sea d'Hippolyte Leibovici: Thomas

### Televisió
- 2012: À tort ou à raison (temporada 2) d'Alain Brunard: Daniel
- 2014: Biblio-Jack de Richard Gérard: Colibri
- 2015: La Trêve (temporada 1) de Matthieu Donck: Kévin Fischer
- 2016: Zone Blanche: Alexis Petour
- 2017: Je voulais just rentrer chez moi de Yves Rénier: Patrick Dils
- 2019: Unité 42 (temporada 2, episodi 5): Fabien Braxe
- 2021: L'Île aux trente cercueils de Frédéric Mermoud: Rémy
- 2023: Drag Race Bèlgica: jurat

## Teatre
- 2012: assistent de direcció de Combat avec l'ombre d'Henry Bauchau, dirigida per Frédéric Dussenne
- 2013 - 2014: Romeu i Julieta de William Shakespeare, dirigida per Yves Beaunesne: Benvolio
- 2014: posada en escena de Debris de Dennis Kelly
- 2019-2020: Hamlet de William Shakespeare

## Discografia

### Àlbums d'estudi
| Títol             | Detalls de l'àlbum                                                                                         | Posicions màximes dels gràfics |
| Títol             | Detalls de l'àlbum                                                                                         | BEL (FR)                       |
| ----------------- | --- | ------------------------------ |
| Noi del segle XXI | - Publicació: 19 d'octubre de 2018 - Segell: Warner Music Belgium - Formats: Descàrrega digital, streaming | 5                              |
| Està passant ara  | - Publicat: 21 de gener de 2022 - Segell: Warner Music Belgium - Formats: Descàrrega digital, streaming    | 4                              |

### Reproduccions esteses
| Títol            | Detalls de l'àlbum                                               |
| ---------------- | ---------------------------------------------------------------- |
| La nit més fosca | - Publicació: 12 de febrer de 2016 - Segell: Black Gizah Records |

### Solters
| Títol                                  | Curs | Posicions màximes dels gràfics | Àlbum              |
| Títol                                  | Curs | BEL (FR)                       | Àlbum              |
| -------------------------------------- | ---- | ------------------------------ | ------------------ |
| "L'edat d'or"                          | 2014 | 16 (propina)                   | L'edat d'or        |
| "Alimenta'm"                           | 2015 | 21 (propina)                   | La nit més fosca   |
| "El noi del segle XXI"                 | 2018 | 9                              | Noi del segle XXI  |
| "Quin dia"                             | 2018 | 24                             | Noi del segle XXI  |
| "Cec"                                  | 2018 | 11                             | Noi del segle XXI  |
| "El temps s'ha acabat" (Brut x Mustii) | 2020 | Consell                        | Single sense àlbum |
| "Horitzó"                              | 2022 | 25                             | Està passant ara   |